# Southern Waiotauru (rivière)
La rivière Southern Waiotauru  (en =anglais : Southern Waiotauru River) est un cours d’eau de la région de Wellington situé dans l’ Île du Nord de la Nouvelle-Zélande.

## Géographie
Elle  rejoint la rivière  Eastern Waiotauru ou Snowy River pour devenir la Waiotauru , un affluent du fleuve  Otaki.